# Bobby Carpenter
Robert E. Carpenter, Jr (* 13. července 1963 Beverly, Massachusetts) je bývalý americký hokejový útočník, týmový konzultant a trenér.

## Lední hokej v rodině
Je otcem americké hokejové reprezentantky v kategorii dívek do 18 let, účastnice třech Mistrovství světa ve své věkové kategorii (v roce 2010 stříbrná, v 2011 zlatá a v roce 2012 na šampionátu hraném v Přerově a Zlíně již minimálně stříbrná) Alexandry Carpenterové, která rovněž patří k nejlepším střelkyním a nejproduktivnějším hráčkám těchto šampionátů. V roce 2011 stanula na prvním místě v kanadském bodování a se spoluhráčkou Laylou Marvinovou se dělila o titul nejlepší střelkyně šampionátu.
Jeho syn Robert Carpenter, je taktéž hokejovým útočníkem. Jako nedraftovaný hráč podepsal smlouvu s americký klubem New York Islanders (NHL). Na svůj start v NHL stále čeká, momentálně působí na jejich farmě v Bridgeport Sound Tigers.

## Hráčská kariéra
V roce 1981 byl draftován 1. kole, celkově 3., týmem Washington Capitals, kdy ještě působil v týmu St. John's Pioneers. Byl první americký hokejista, který se narodil v USA a objevil se na obálce Sports Illustrated. Během sezóny 1984/85 v Capitals měl druhou nejlepší statistiku v týmu, když vstřelil 53 gólů a 42 asistencí a byl první americkým rozeným hráčem, který zaznamenal 50 gólu v jedné sezóně. Poté byl pozván hrát v roce 1985 v NHL All-Star Game a také se účastnil v roce 1984 v Kanadském poháru jako člen národního týmu USA.
V polovině sezóny 1986/87 byl kvůli konfliktů s hlavním trenér Bryanem Murrayem byl vyměněn společně s druhým kolem draftu 1989 (Jason Prosofsky) do týmu New York Rangers v za Boba Crawforda, Mike Ridleyho a Kelly Millera. V Rangers odehrál sotva 28 zápasů v základní části, když byl opět vyměněn do týmu Los Angeles Kings za Marcela Dionna. Poté, co dokončil sezonu 1986/87 kdy se s Kings neprobojovali do druhého kola Stanley Cupu, se později připojil k národnímu týmu USA v mistrovství světa v Moskvě. S národním týmem nakonec obsadili sedmé místo.
23. ledna 1989 byl vyměněn do týmu Boston Bruins za Jaye Millera, a o rok později v Bruins pomohl se dostat až do finále Stanley Cupu, kdy podlehli týmu Edmonton Oilers 1:4 na zápasy. V jeho časů strávených v Bruins hrával více obranném nebo ve středním pásmu více, než bylo plánováno.
30. června 1992 podepsal smlouvu s Capitals kde strávil jednu sezónu. Svoji poslední smlouvu podepsal 30. září 1993 s týmem New Jersey Devils, kde odehrál posledních šest sezón své kariéry v NHL. S Devils pomohla vyhrát svůj první Stanley Cup v sezóně 1994/95 i když byl tento ročník zkrácen na 48 zápasů oproti minulého ročníku kdy se hrálo 84 zápasů v základní části. 19. srpna 1999 oficiálně ukončil hráčskou kariéru.

## Trenérská kariéra
Ve svoji poslední sezóně 1998/99 kdy hrál v Devils současně byl i asistent trenéra na farmě Devils v Albany River Rats. Po ukončení hráčské kariéry pokračoval v trenérské práci v Albany River Rats a později se stal i asistent hlavního trenéra v Devils a pomohl k zisku Stanley Cupu v sezóně 1999/2000. V trénování zůstal v Devils až do sezóny 2003/04. V letech 2009–2015 vykonával pro kanadský hokejový tým Toronto Maple Leafs týmového konzultanta pro rozvoj a vývoj hráčů. K trénování se vrátil v roce 2017, dělal asistenta trenérovi Miku Keenanovi v Rudé hvězdě Kunlun působící v Kontinentální hokejové lize. 28. listopadu 2017 byl hlavní trenér odvolán ze své funkce, na jeho místo usedl právě Carpenter. V říjnu 2018 nahradil hlavního trenéra Rica Rossiho v německé nižší soutěži, za EC Kassel Huskies setrval do prosince.

## Ocenění a úspěchy
- 1985 NHL - All-Star Game
- 1985 NHL - Nejvíce vítězných branek

## Prvenství
- Debut v NHL - 7. října 1981 (Buffalo Sabres proti Washington Capitals)
- První gól v NHL - 7. října 1981 (Buffalo Sabres proti Washington Capitals, kanadskému brankáři Don Edwards)
- První asistence v NHL - 7. října 1981 (Buffalo Sabres proti Washington Capitals)
- První hattrick v NHL - 25. února 1982 (Washington Capitals proti St. Louis Blues)

## Klubové statistiky
| Sezóna       | Klub                | Soutěž       |      | Základní část | Základní část | Základní část | Základní část | Základní část |    | Play off | Play off | Play off | Play off | Play off |
| Sezóna       | Klub                | Soutěž       | Z    | G             | A             | B             | TM            | Z             | G  | A        | B        | TM       |          |          |
| 1979/1980    | St. John's Pioneers | High-MA      | 33   | 28            | 37            | 65            | —             | —             | —  | —        | —        | —        |          |          |
| 1980/1981    | St. John's Pioneers | High-MA      | 18   | 14            | 24            | 38            | —             | —             | —  | —        | —        | —        |          |          |
| 1981/1982    | Washington Capitals | NHL          | 80   | 32            | 35            | 67            | 69            | —             | —  | —        | —        | —        |          |          |
| 1982/1983    | Washington Capitals | NHL          | 80   | 32            | 37            | 69            | 64            | 4             | 1  | 0        | 1        | 2        |          |          |
| 1983/1984    | Washington Capitals | NHL          | 80   | 28            | 40            | 68            | 51            | 8             | 2  | 1        | 3        | 25       |          |          |
| 1984/1985    | Washington Capitals | NHL          | 80   | 53            | 42            | 95            | 87            | 5             | 1  | 4        | 5        | 8        |          |          |
| 1985/1986    | Washington Capitals | NHL          | 80   | 27            | 39            | 56            | 105           | 9             | 5  | 4        | 9        | 12       |          |          |
| 1986/1987    | Washington Capitals | NHL          | 22   | 5             | 7             | 12            | 21            | —             | —  | —        | —        | —        |          |          |
| 1986/1987    | New York Rangers    | NHL          | 28   | 2             | 8             | 10            | 20            | —             | —  | —        | —        | —        |          |          |
| 1986/1987    | Los Angeles Kings   | NHL          | 10   | 2             | 3             | 5             | 6             | 5             | 1  | 2        | 3        | 2        |          |          |
| 1987/1988    | Los Angeles Kings   | NHL          | 71   | 19            | 33            | 52            | 84            | 5             | 1  | 1        | 2        | 0        |          |          |
| 1988/1989    | Los Angeles Kings   | NHL          | 39   | 11            | 15            | 26            | 16            | —             | —  | —        | —        | —        |          |          |
| 1988/1989    | Boston Bruins       | NHL          | 18   | 5             | 9             | 14            | 10            | 8             | 1  | 1        | 2        | 4        |          |          |
| 1989/1990    | Boston Bruins       | NHL          | 80   | 25            | 31            | 56            | 97            | 21            | 4  | 6        | 10       | 39       |          |          |
| 1990/1991    | Boston Bruins       | NHL          | 29   | 8             | 8             | 16            | 22            | 1             | 0  | 1        | 1        | 2        |          |          |
| 1991/1992    | Boston Bruins       | NHL          | 60   | 25            | 23            | 48            | 46            | 8             | 0  | 1        | 1        | 6        |          |          |
| 1992/1993    | Washington Capitals | NHL          | 68   | 11            | 17            | 28            | 65            | 6             | 1  | 4        | 5        | 6        |          |          |
| 1993/1994    | New Jersey Devils   | NHL          | 76   | 10            | 23            | 33            | 51            | 20            | 1  | 7        | 8        | 20       |          |          |
| 1994/1995    | New Jersey Devils   | NHL          | 41   | 5             | 11            | 16            | 19            | 17            | 1  | 4        | 5        | 6        |          |          |
| 1995/1996    | New Jersey Devils   | NHL          | 52   | 5             | 5             | 10            | 14            | —             | —  | —        | —        | —        |          |          |
| 1996/1997    | New Jersey Devils   | NHL          | 62   | 4             | 15            | 19            | 14            | 10            | 1  | 2        | 3        | 2        |          |          |
| 1997/1998    | New Jersey Devils   | NHL          | 66   | 9             | 9             | 18            | 22            | 6             | 1  | 0        | 1        | 0        |          |          |
| 1998/1999    | New Jersey Devils   | NHL          | 56   | 2             | 8             | 10            | 36            | 7             | 0  | 0        | 0        | 2        |          |          |
| Celkem v NHL | Celkem v NHL        | Celkem v NHL | 1178 | 320           | 408           | 728           | 919           | 140           | 21 | 38       | 59       | 136      |          |          |

## Reprezentace
| Rok         | Tým         | Soutěž      | Z  | G | A | B | TM |
| ----------- | ----------- | ----------- | -- | - | - | - | -- |
| 1981        | USA 20      | MSJ         | 5  | 5 | 4 | 9 | 6  |
| 1984        | USA         | KP          | 6  | 1 | 4 | 5 | 4  |
| 1987        | USA         | MS          | 10 | 2 | 2 | 4 | 8  |
| 1987        | USA         | KP          | 5  | 1 | 2 | 3 | 4  |
| Celkem v KP | Celkem v KP | Celkem v KP | 11 | 2 | 6 | 8 | 8  |